# Kaitō Reinya
Kaitō Reinya (怪盗レーニャ, Kaitō Reinya, ou Kaito, Kaitoh, Kaitou, Reina) est une série anime de douze courts épisodes de trois minutes chacun, diffusée de janvier à mars 2010 au Japon. L'héroïne de la série est doublée par la chanteuse Reina Tanaka du groupe Morning Musume, qui a inspiré le nom et l'aspect du personnage. Sa collègue du Hello! Project Arisa Noto d'Ongaku Gatas double également un personnage de la série. Le générique Nusun da Heart wa Koko Desu yo est interprété par Yui Ogura with Purupuruyan.